# Río Minine
El río Minine es un pequeño río español afluente del río Regamón. Pertenece a la subcuenca del Trabancos (Cuenca del Duero, subdivisión Bajo Duero).
Pertenece al espacio protegido  ZEPA e IBA